# زونييدا
بلدية زونييدا (بالإسبانية: Zuñeda)‏, هي إحدى بلديات مقاطعة برغش, التي تقع في منطقة قشتالة وليون, والتي تقع في شمال غرب إسبانيا.
يبلغ عدد سكانها 83 نسمة وفقاً لإحصائية سنة (2002).